# Hydrophis kingii
Hydrophis kingii är en ormart som beskrevs av Boulenger 1896. Hydrophis kingii ingår i släktet Hydrophis och familjen giftsnokar och underfamiljen havsormar. Inga underarter finns listade i Catalogue of Life.
Arten förekommer i havet längs norra Australiens och södra Nya Guineas kustlinje. Den hittas även vid några mindre öar i regionen. Hydrophis kingii håller sig nära kusten till ett djup av 22 meter. Havets botten i regionen bildas främst av sand eller slam. Ibland besöks rev. Denna orm jagar fiskar. Honor lägger inga ägg utan föder levande ungar.
Flera exemplar dör när de hamnar i fiskenät som bifångst. Problemet är störst vid delstaten Queensland i Australien. Antagligen har Hydrophis kingii en större population i andra områden. IUCN kategoriserar arten globalt som livskraftig.